# リスキル (企業)
株式会社リスキル（Reskill Corp.）は、東京都新宿区に本社を置く企業向け研修サービス会社。2022年に設立され、2024年12月17日に東京証券取引所グロース市場へ上場した（コード：291A）。サービス面では、公開講座・一社研修・動画講座などの提供形態に加え、見積書の即時発行機能や受講者管理を行うクラウドツール「Reskill Team」を案内している。2026年3月期第1四半期にシンガポール支店を開設した。

## 沿革
- 2022年5月 – 株式会社リカレントの法人事業部を分社化し、株式会社リスキルとして設立[3]。
- 2024年12月17日 – 東京証券取引所グロース市場に上場[1]。公開価格は3,730円[7]。
- 2025年（2026年3月期第1四半期） – シンガポール支店を開設[6]。

## サービス
同社は企業向けに、リーダーシップやマネジメントをはじめとするビジネス研修と、DX研修やプログラミング研修をはじめとするIT研修を、公開講座・一社研修・動画講座の3形態で提供している。外部媒体では、600種類以上の研修プログラムを用意している旨が紹介されている。また、受講者管理や申込み管理を行うクラウドツール「Reskill Team」を案内している。海外展開に関連しては、英語による研修提供にも言及がある。

## 企業統治
代表取締役社長は松田航。組織形態は監査役設置会社であり、取締役会および監査役会を設置し、社外取締役・社外監査役を選任している。